# Drama
|  | Per a altres significats, vegeu «Drama (unitat perifèrica)». |

El drama en termes generals és una ficció o una situació de la vida real que resulta complexa i difícil però amb un final favorable o feliç. També pot referir-se a un gènere literari, o dintre de les arts escèniques o de les audiovisuals, per exemple, o qualsevol format d'expressió de la ficció.
La paraula prové del drama satíric de l'antiga Grècia, estretament associat a la tragèdia. Els drames satírics es representaven en honor del déu Dionís i es presentaven a concurs pels mateixos autors de les tragèdies. Només es conserva complet un drama satíric d'Eurípides anomenat El Ciclop.
Posteriorment al teatre europeu hi ha hagut per exemple el drama burgès, un gènere teatral entre la comèdia i la tragèdia que va sorgir al segle xviii, i el drama romàntic, que té la seva gènesi teòrica en la Dramatúrgia d'Hamburg, també del segle xviii, i que s'autoafirma com una revolució cara als altres gèneres -inclòs el drama burgès- i cerca la llibertat.
La noció actual de drama està vinculada a aquelles narracions o obres que interpel·len al lector o espectador a partir de la sensibilitat. :)

## Característiques
- Presenta els éssers humans tal com són.
- El personatge és l'amo del seu destí, i ha d'arribar-hi amb les seves imperfeccions i limitacions.
- El conflicte planteja situacions en què es barreja allò tràgic i allò còmic.
- El desenllaç pot ser feliç o infeliç.

## Estructura
- Plantejament: presentació dels personatges, el temps i l'espai de l'acció, i una situació inicial de la que parteix un relat.
- Desarrenglament: la situació inicial del relat es desenvolupa amb les accions dels personatges, les descripcions i els diàlegs.
- Clímax: és el moment de major tensió de la història, on es planteja el conflicte decisiu del relat.
- Conclusió (desenllaç): Situació final en la que es resol el conflicte i es planteja una situació diferent a la inicial.

## Tipus
- Psicològic: expressa les lluites interiors d'un mateix i el desenvolupament de fortes passions.
- Filosòfic: planteja els grans problemes del destí de l'humà.
- Social: presenta l'aspecte de la societat durant una època.
- Històric: reviu una època passada.
- Llegendari: es basa en tradicions.[4]

## Personatges
- Protagonista: personatge més important i qui representa una de les forces que normalment existeixen a l'obra o al relat i que es troba en conflicte. Sempre tracta de buscar la solució del conflicte de bona manera.
- Antagonista: representa l'altra força que lluita i que s'oposa al protagonista. Sol ser dolent. Endarrereix la solució del conflicte i els lectors/espectadors no estan d'acord amb ell i no volen que triomfi.
- Secundaris: aquells que acompanyen, apareixen incidentalment o que simplement auxilien a un personatge principal en algun moment de la història. No són tan definits, les descripcions són més dèbils i inclús poden desaparèixer de la trama sense avís previ.

## Parlaments dels personatges
- Diàlegs (entre 2 o més)
- Monòlegs (només parla 1)
- Soliloquis (discurs o reflexió en veu alta)
- Aparts (el que diu un personatge suposant que els altres no l'escolten)[5]

## Exemples de pel·lícules
| Película               | Any  |
| ---------------------- | ---- |
| Titanic                | 1997 |
| La vida és bella       | 1997 |
| El quadern de Noah     | 2004 |
| Forrest Gump           | 1994 |
| El pianista            | 2002 |
| La llista de Schindler | 1993 |
| El color púrpura       | 1985 |